# Jezioro Białokoskie
Jezioro Białokoskie – jezioro rynnowe na Pojezierzu Poznańskim o bogatej linii brzegowej, z dwoma półwyspami na brzegu zachodnim. Brzeg ten jest zalesiony. Na wschodnim znajduje się wieś Białokosz i Sierakowski Park Krajobrazowy. Z północnego krańca wypływa Strumień Białokoski, który łączy jez. Białokoskie z jez. Chrzypskim.

## Warunki naturalne
Białokoskie jest charakterystycznym przykładem jeziora polodowcowego położonego wzdłuż stromych wzgórz morenowych. Przy brzegu wschodnim  niższym, bezleśnym,  znajduje się wieś Białokosz, a w niej gospodarstwo rolne i odrestaurowany pałac. Brzeg zachodni jest wysoki i stromy z pięknym lasem mieszanym, linią brzegową urozmaiconą, gdzie w wodę wrzynają się dwa półwyspy. Zbiornik posiada kilka drobnych dopływów w południowej części i dopływ z jeziora Lubocześnickiego. W północnej części jeziora odpływ do jez. Chrzypskiego zwany strumieniem białokoskim. Różnica poziomów wynosząca 38 m powoduje, że ma on charakter górskiego potoku.
Akwen jest przez to jednym z najwyżej położonych jezior na Pojezierzu Międzychodzko-Sierakowskim.

### Ukształtowanie dna
Dno jest silnie zróżnicowane, z dużymi spadami, z licznymi głęboczkami i 4 wysepkami o łącznej powierzchni 0,6 ha. W większości dno jest twarde, pokryte osadami o małej miąższości od 0,1 do 0,3 m, tylko przy dopływie i w zatokach miąższość ok. 0,5 m.

### Roślinność[1]
- Roślinność wynurzona: Około 90% linii brzegowej porośniętej jest wąskim pasem trzciny pospolitej, pałki wąskolistnej i sitowiem jeziornym.
- Roślinność zanurzona jest mocno rozwinięta. Bogate zespoły pokrywają dno do głębokości 3 m, głównie to rogatek, moczarka kanadyjska, wywłócznik, ramienice i rdestnice.
- Roślinność pływająca – w okresie letnim, szczególnie w zatokach występują rozległe partie (ok.6 ha) grążela żółtego, grzybienia białego i strzałki wodnej.

### Przeźroczystość wody
Przeźroczystość jest duża, waha się od 1,5 m w lecie do 3 m wiosna i jesienią. Latem zdarzają się zakwity planktonu i wtedy przeźroczystość spada do 0,6 m.

### Fauna
- Występujące gatunki ryb[1] to sielawa, węgorz, szczupak, okoń, lin, leszcz, krąp, płoć, wzdręga, ukleja, kiełb, ciernik.

## Warunki do wędkowania
W klasyfikacji rybackiej jezioro określane jest typem sielawowym.
Zbiornik odznacza się dużymi walorami wędkarskimi: dostępne brzegi, czysta woda, urozmaicone dno, z podwodnymi górkami i stokami.
Do najatrakcyjniejszych okazów w jeziorze należą duże osobniki węgorza, leszcza i szczupaka. Od kilku lat jezioro stało się celem wędkarskich polowań na okonie. Latem istnieje możliwość rozstawienia przyczep campingowych i namiotów tuż nad wodą od strony wsi, a obok, w  odrestaurowanym pałacu- noclegi i  wyżywienie.